# Brian Pillman
Brian William Pillman (22. května 1962 Cincinnati, Ohio, USA – 5. října 1997 Bloomington, Minnesota, USA) byl americký profesionální wrestler a profesionální fotbalista.

## Kariéra
Proslavil se v 80. letech 20. století, kdy vystupoval ve Stampede Wrestling, World Championship Wrestling (WCW), Extreme Championship Wrestling (ECW) a v 90. letech 20. století ve World Wrestling Federation (WWF).
Proslavil jej wrestlingový trik „The Loose Cannon“, díky kterému předváděl sérii předem připravených úderů, které mu vynesly určitou míru neslavné slávy pro jeho nepředvídatelnou povahu. Byl také známý svou extrémní obratností v ringu, i když dopravní nehoda z 15. dubna 1996, při které utrpěl rozsáhlá zranění kotníku, omezila jeho schopnosti.
Na konci své kariéry spolupracoval se svým dlouholetým přítelem a bývalým partnerem v tag teamu Stone Cold Steve Austinem na příběhu zahrnujícím The Hart Foundation během prvních okamžiků rozvíjející se Attitude Ery.

## Smrt
Dne 5. října 1997 měl zápasit na placené akci WWF In Your House 18: Badd Blood. Jim Cornette kontaktoval motel Budgetel v Bloomingtonu v Minnesotě, kde Pillman strávil předchozí noc. Recepční mu sdělila, že Pillman byl toho dne nalezen mrtvý ve svém hotelovém pokoji. Bylo mu 35 let. V jeho pokoji byly také nalezeny lahvičky s léky proti bolesti a se svalovými relaxanty. Pitva přisoudila jeho smrt infarktu způsobenému dosud nezjištěnou aterosklerotickou chorobou srdce, která vedla také k smrti jeho otce. V jeho těle byly také nalezeny nefatální stopy kokainu.